# Scarus altipinnis
Scarus altipinnis е вид бодлоперка от семейство Scaridae. Видът не е застрашен от изчезване.

## Разпространение и местообитание
Разпространен е в Австралия, Американска Самоа, Вануату, Гуам, Кирибати (Лайн и Феникс), Маршалови острови, Микронезия, Науру, Ниуе, Нова Каледония, Острови Кук, Палау, Папуа Нова Гвинея, Питкерн, Самоа, Северни Мариански острови, Соломонови острови, Токелау, Тонга, Тувалу, Уолис и Футуна, Фиджи, Френска Полинезия и Япония.
Обитава морета, лагуни и рифове. Среща се на дълбочина от 1 до 40 m, при температура на водата от 25,7 до 29 °C и соленост 34,4 – 35,9 ‰.

## Описание
На дължина достигат до 60 cm.